# Xenophyes kinlochensis
Xenophyes kinlochensis är en insektsart som beskrevs av Evans 1981. Xenophyes kinlochensis ingår i släktet Xenophyes och familjen Peloridiidae. Inga underarter finns listade i Catalogue of Life.